# Sorogo (Kaya)
Pour les articles homonymes, voir Sorogo.
Sorogo est une localité située dans le département de Kaya de la province du Sanmatenga dans la région Centre-Nord au Burkina Faso.

## Géographie
Sorogo est situé à l'ouest du lac de Dem en limite du périmètre protégé du site Ramsar. Le village se trouve à 9 km au nord-est de Delga et à 20 km au nord-ouest de Kaya, le chef-lieu du département et de la région.

## Éducation et santé
Le centre de soins le plus proche de Sorogo est centre de santé et de promotion sociale (CSPS) de Delga tandis que le centre hospitalier régional (CHR) se trouve à Kaya.